# Enaeta cylleniformis
Enaeta cylleniformis är en snäckart som först beskrevs av G. B. Sowerby I 1844.  Enaeta cylleniformis ingår i släktet Enaeta och familjen Volutidae. Inga underarter finns listade i Catalogue of Life.